# Luis Zueco
Luis Zueco (Borja, Zaragoza, 2 de julio de 1979) es un escritor español de novela histórica y thriller histórico, cuyas obras se han traducido al polaco, portugués e italiano.
Es un estudioso y divulgador de los castillos, Director del hotel con encanto Castillo de Grisel, galardonado como Mejor Experiencia Turística de Aragón 2019 Y del Castillo-Palacio de Bulbuente. Ambos edificios históricos fueron comprados en estado ruinoso y restaurados después de un minucioso proceso de restauración. Actualmente reside en uno de ellos.

## Biografía
Luis Zueco es Ingeniero, Licenciado en  Historia y Máster en Investigación Artística e Histórica. 
Miembro de AEAC (Asociación Española de Amigos de los Castillos). 
Colaborador en diversos medios de comunicación.

### Distinciones Literarias
Mención de Honor en el "Premio Internacional de Novela Histórica Ciudad de Zaragoza 2012"  por la novela "El escalón 33"
Finalista a Mejor novela histórica escrita en español en 2013 en los V Premios Hislibris 
Libro Altoaragonés de 2015 por El Castillo.
Finalista a Mejor novela histórica escrita en español en 2020 en los XI Premios Hislibris 
XXII Premio de la Semana de Novela Histórica Ciudad de Cartagena en 2021
Premio Búho a la mejor edición de 2023 por su novela histórica "El tablero de la reina" 

## Obras

### Novelas
- Rojo Amanecer en Lepanto, 2011. Reeditada por Ediciones B en 2019[8]
- El escalón 33, 2012. Reeditada por Ediciones B en 2025[9]
- Tierra sin rey, 2013 Reeditada por Ediciones B en 2025[10]
- El Castillo ,[11] Ediciones B, 2015,
- La Ciudad ,[11] Ediciones B, 2016,
- El Monasterio ,[12] Ediciones B, 2018,
- El Mercader de libros,[13] Ediciones B,  2020[14]
- El Cirujano de Almas, Ediciones B,  2021
- El Tablero de la reina, Ediciones B, 2023
- El Mapa de un Mundo Nuevo, Ediciones B, 2024

### Libros
- Castillos de Aragón: 133 rutas , Mira Editores, 2011